# Lerista ameles
Lerista ameles este o specie de șopârle din genul Lerista, familia Scincidae, descrisă de Greer 1979. Conform Catalogue of Life specia Lerista ameles nu are subspecii cunoscute.